# 世界の絶景100選
『世界の絶景100選』（せかいのぜっけいひゃくせん）は、フジテレビ系列で不定期放送されている世界のさまざまな絶景を見てゆくバラエティ番組。ハイビジョン制作。

## 放送日
第1弾から第4弾まで『プレミアムステージ』（現在の『土曜プレミアム』）枠にてほぼ半年（第4弾は約4か月後の6月4日）ペースで放送したが、第5弾以降は、春・秋の改編期での放送になった。
第12弾は1年2か月ぶりの放送となり、新潟総合テレビ・東海テレビ・関西テレビ・岡山放送は19:57 - 22:52である。
また、第13弾は4年3か月ぶりの放送、そして第14弾は実に7年1か月ぶりの放送となる。
| 回数   | 放送日                   | 放送時間（JST） | 放送タイトル                                                                      | 備考                                                                 |
| ------ | ------------------------ | --------------- | --------------------------------------------------------------------------------- | -------------------------------------------------------------------- |
| 第1弾  | 2004年1月31日（土曜日）  | 21:00 - 22:54   | 世界の絶景100選                                                                   | 『プレミアムステージ』枠                                             |
| 第2弾  | 2004年7月31日（土曜日）  | 21:00 - 22:54   | 世界の絶景100選 2                                                                 | 『プレミアムステージ』枠                                             |
| 第3弾  | 2005年1月29日（土曜日）  | 21:00 - 22:54   | 世界の絶景100選 III                                                               | 『プレミアムステージ』枠                                             |
| 第4弾  | 2005年6月4日（土曜日）   | 21:00 - 22:54   | 世界の絶景100選 IV                                                                | 『プレミアムステージ』枠                                             |
| 第5弾  | 2005年10月10日（月曜日） | 19:00 - 20:54   | 世界の絶景100選 豪華芸能人が初体験の絶景ゲットスペシャル                          |                                                                      |
| 第6弾  | 2006年3月30日（木曜日）  | 21:00 - 23:24   | 世界の絶景100選 生でNO.1絶景を大決定! 豪華芸能人大集合SP                          |                                                                      |
| 第7弾  | 2006年10月1日（日曜日）  | 19:00 - 20:54   | 世界の絶景100選                                                                   |                                                                      |
| 第8弾  | 2006年12月24日（日曜日） | 19:00 - 20:54   | 世界の絶景100選 聖夜に見たいステキな絶景クリスマスSP                              |                                                                      |
| 第9弾  | 2007年4月11日（水曜日）  | 21:00 - 22:48   | 世界の絶景100選 だれも知らない神秘の絶景スペシャル                                |                                                                      |
| 第10弾 | 2007年10月10日（水曜日） | 21:00 - 23:18   | 世界の絶景100選 天から舞い降りた奇跡の絶景スペシャル                              |                                                                      |
| 第11弾 | 2007年12月30日（日曜日） | 18:30 - 20:54   | 世界の絶景100選 新・世界の七不思議で見た! 神秘の絶景スペシャル                    |                                                                      |
| 第12弾 | 2009年2月20日（金曜日）  | 19:00 - 22:52   | 世界の絶景100選 ついに決定! 死ぬまでに見たい100の絶景と地球一絶景大発表スペシャル | 途中『FNNレインボー発』を中断ニュースとして挿入。 第1位は ジープ島。 |
| 第13弾 | 2013年5月4日（土曜日）   | 21:00 - 23:10   | 世界の絶景100選（仮）                                                             | 『土曜プレミアム』枠                                                 |
| 第14弾 | 2020年6月14日（日曜日）  | 20:00 - 21:54   | 〜おうちで世界一周〜 世界の絶景100選 早く行きたいベスト                           | 『日曜THEリアル!』枠                                                 |

## 概要
レポーターが世界各地の絶景を訪れたVTRが次々と流れ、審査員は前のVTRと比較して自分が行ってみたい絶景を選択する。その選択時のジングルはNash Music Libraryの「Short（25）」という曲であり、仙台放送の『FNN仙台放送スーパーニュース』のローカルパートのオープニングや、TBS（JNN）系列であるあいテレビの『NEWS キャッチあい』の放送開始時のヘッドラインBGM（2010年4月より使用）と同じである。
スタジオはコンピュータグラフィックスを駆使したバーチャルな空間となっている。

## 過去の絶景レポーター
第1弾
- スイス・マッターホルン&イタリア・ベニス:相田翔子・岩崎ひろみ
- アメリカ・モニュメントバレー&フランス・モンサンミッシェル:和泉元彌・和泉節子親子
- 中国・桂林:中尾彬
- ドイツ・ノイシュヴァンシュタイン城:宍戸開・ユンソナ

第2弾
- アメリカ・ヨセミテ:内山理名
- イタリア・ナポリ青の洞窟:森公美子
- オリエント急行:中尾彬・小沢真珠
- エジプト・ピラミッド:勝俣州和・金子貴俊
- 中国・泰山:KABA.ちゃん・MEGUMI
- ベネズエラ・エンジェルフォール:有坂来瞳

第3弾
- イタリア・フィレンツェ:井上和香・辰巳琢郎
- アイスランド・オーロラ:石原良純・篠原ともえ
- アルゼンチン・パタゴニア:片瀬那奈
- ペルー・マチュピチュ:保坂尚輝
- 南アフリカ・喜望峰:菊川怜・宇梶剛士

第4弾
- モナコ:菅野美穂
- 韓国・チェジュ島:田中美里・ユンソナ
- 中国・万里の長城:黒沢年雄・はしのえみ
- ノルウェー・フィヨルド:武田真治
- バヌアツ・ブルーホール:羽田美智子

第5弾
- ミクロネシア・ロタ島:アンガールズ
- スイス・アルプス:杉田かおる
- ロシア・カムチャツカ半島:的場浩司
- ペルー・ナスカ:永作博美
- スペイン・アンダルシア:中尾彬・奥菜恵

第6弾
- インド・ダージリン・ヒマラヤ鉄道:赤井英和
- スウェーデン・アイスホテル:青木さやか
- アラブ首長国連邦・ドバイ:広末涼子
- ベトナム・ハロン湾:ガレッジセール

第7弾
- ジンバブエ・ヴィクトリア滝：飯島直子
- 中国・華山：川島なお美・安田大サーカス
- フィジー・幻の島：北斗晶
- アメリカ・アラスカ最北端：大友康平

第8弾
- ネパール・ホテルエベレストビュー：谷原章介
- アメリカ・ハワイ：松坂慶子・内田恭子
- カンボジア・アンコール・ワット：アンガールズ
- アメリカ・ニューヨークの夜景：石原さとみ・勝村政信

第9弾
- ノルウェーにある断がいの絶景フィヨルド:高知東生・中山エミリ
- ジブラルタル海峡:成宮寛貴
- フィリピン・シークレットビーチ:水川あさみ
- ニュージーランド・ミルフォードトラック:山本太郎

第10弾
- 中国・武陵源：渡辺正行・ギャル曽根
- ボリビア・ラグーナ・ベルデ（Laguna Verde）：中村俊介
- ベルギー・アントワープ・ノートルダム大聖堂（Antwerp Cathedral）：釈由美子
- ナミビア・ナミブ砂漠：大島由香里・生野陽子

第11弾
- メキシコ・古代都市チチェン・イッツァのピラミッド：上原多香子・紺野まひる
- ブラジル・コルコバードの丘のイエス・キリスト像：調整中
- 中国・万里の長城：川合俊一・misono
- ペルー・マチュピチュ：調整中
- ヨルダン・幻の都ペトラ遺跡：要潤
- イタリア・古代ローマ時代の円形闘技場コロッセオ：三船美佳・スティーブン・セキルバーグ（ハローバイバイ・関）
- インド・世界で最も美しい霊廟タージ・マハル：田中要次・酒井敏也

第12弾
第13弾

## 司会
- 内藤剛志
- 久本雅美
- 渡辺和洋（フジテレビアナウンサー、進行 1回目のみ）

## 主なスタジオパネラー
この番組では特別審査委員という。さまぁ〜ずは第12回まで毎回出演。初回は4人、2回目放送以降は5人。6回目は7人。（※さまぁ〜ずは1人としてカウント。）
- 八千草薫
- 高橋英樹
- 大竹しのぶ
- 船越英一郎
- さまぁ〜ず
- 北島三郎
- 真矢みき
- KABA.ちゃん
- 橋田壽賀子
- 上戸彩
- 谷原章介
- 中尾彬
- 石原良純
- 羽田美智子
- 坂下千里子
- 坂口憲二

## 備考
- 2004年、TBSが『これが世界の超絶景』というパクリに近い単発番組を何度か放送、2006年12月23日に日本テレビが『世界4カ国超体験SP!地球で見つけた最高の天国』(スタジオ司会:所ジョージ)を放送した。しかしどちらも視聴率では苦戦している。
- 2009年2月20日の放送回は若手芸人が多く（主に同局が制作している『爆笑レッドカーペット』に出演している人が殆ど）を多用した反面で、視聴者から「ワイプの部分に若手芸人を出すな」と批判があった。

## スタッフ
2020年6月7日放送分
- ナレーション：広末涼子、塙宣之（ナイツ）
- 構成：田中利明
- CAM：木俣希
- AUD：近藤友里子
- VE：青木拓哉
- TP：高瀬義美
- 美術プロデューサー：副島翔太郎（フジテレビ）
- アートコーディネーター：太田菜摘
- メイク：山田かつら
- 編集：岡本直人
- MA：小田嶋広貴
- 音響効果：安原裕人、秋庭加奈子
- TK：楮本眞澄
- 技術協力：ニユーテレス、麻布プラザ、grasp
- 協力：Wanaii Films、アマナイメージズ、国立図書館デジタルコレクション
- 編成：高田雄貴（フジテレビ）
- 広報：山本太欧（フジテレビ）
- デスク：山崎可南
- スペシャルサンクス：坪田譲治（フジテレビ、以前はプロデューサー→企画）
- 海外リサーチ：伊藤みやび（コラボレーション）
- AD：岡本侑大、金輝容
- 制作プロデューサー：菊地裕衣子、岡庭幸代
- AP：片桐なみき
- ディレクター：浅野克己（D-PORT）
- 演出：佐々木繁雄（コラボレーション）
- プロデューサー：情野誠人（フジテレビ）、鈴木寿一（コラボレーション）
- 制作統括：濱野貴敏（フジテレビ）
- 制作協力：コラボレーション
- 制作：フジテレビ編成制作局制作センター第二制作室
- 制作著作：フジテレビ

### 過去のスタッフ
- ナレーション：川原亜矢子、奥田民義、川端健嗣（フジテレビアナウンサー）　ほか
- 構成：樋口卓治、鈴木おさむ ／ 大野高義、吉橋広宣、天野慎也、森永あっこ、桝本壮志
- TP：槇俊哉（フジテレビ）、江花佳恵（フジテレビ）
- スタジオ技術：共同テレビジョン制作技術部
- 照明：FLT
- 音響効果：西野有彦・坂本洋子（バックヤードスタヂオ）
- 編集・MA：オムニバス・ジャパン
- ロケ技術：共同テレビジョン映像技術部、J-crew
- 美術：井上明裕（フジテレビ）
- セットデザイン：桐山三千代（フジテレビ）
- CG：岡本英士・徳永晶子（フジテレビ）
- バーチャル製作：末吉寿美子
- タイトル：岩崎光明
- 大道具：東宝舞台
- アクリル装飾：ヤマモリ
- アートフレーム：エスケイシステム
- 生花装飾：荒川直史
- 電飾：興進電化、テルミック
- メイク：山田かつら
- 編成：成戸真知子（フジテレビ）
- 連絡：古賀美由紀
- 広報：正岡高子（フジテレビ）
- PCコンテンツ：清水美幸（フジテレビ）
- モバイルコンテンツ：野村和生（フジテレビ）
- 制作進行：塩田宮子
- リサーチ：後藤美穂、ビスポ
- AP：佐藤絢子
- FD：高橋洋子
- 海外プロデューサー：木谷浩之、伊藤和美
- ディレクター：長谷川一男、折田俊一郎、三澤隆之、水口智就、首藤光典、浅野克己
- 演出：纐纈勇人（ドラゴンエンタテインメント）
- 制作プロデューサー：浜田弘、松本明美
- チーフプロデューサー：石井浩二（フジテレビ）
- 協力：日本航空、ジャルパック
- 制作協力：ドラゴンエンタテインメント